# Liste der Monuments historiques in Landaville
Die Liste der Monuments historiques in Landaville führt die Monuments historiques in der französischen Gemeinde Landaville auf.

## Liste der Immobilien
| Bezeichnung                     | Beschreibung | Standort               | Kennzeichnung | Schutzstatus | Datum | Bild |
| ------------------------------- | ------------ | ---------------------- | ------------- | ------------ | ----- | ---- |
| Kirche Assomption-de-Notre-Dame |              | Rue de l’Église (Lage) | PA00107192    | Inscrit      | 1926  |      |